# Omalophora paucipuncta
Omalophora paucipuncta is een halfvleugelig insect uit de familie Aphrophoridae. De wetenschappelijke naam van deze soort is voor het eerst geldig gepubliceerd in 1942 door Matsumura.